# Bergottern
Die Bergottern (Montivipera) sind eine Gattung der Echten Vipern, die je nach Quelle bis zu acht Arten enthält. Die bekannteste Bergotter ist die Kleinasiatische Bergotter (Montivipera xanthina). Bergottern sind wie alle Vipern giftig, der Biss ist für Menschen jedoch nur sehr selten tödlich.

## Merkmale
Die Arten der Bergottern erreichen Körperlängen von durchschnittlich 80 bis 100 Zentimetern, vor allem die Kleinasiatische Bergotter kann aber auch Längen von 150 Zentimeter erreichen. Die Weibchen werden in der Regel etwas größer als die Männchen.

## Verbreitung
Die Arten der Bergottern leben in einem relativ eng begrenzten Verbreitungsgebiet in Kleinasien im Vorderen Orient. Dabei hat die Kleinasiatische Bergotter das größte Verbreitungsgebiet von Griechenland bis in die zentrale Türkei, während sich die Vorkommen aller anderen Arten auf eng begrenzte Bergregionen in der Türkei, dem Irak, dem Iran, dem Libanon, Armenien und Aserbaidschan beschränken, in denen sie endemisch sind.
Sie leben in der Regel im trockenen vegetationsarmen Hochland in Höhen bis über 2000 m mit steinigem und sandigem Untergrund. Die Vegetation dieser Gebiete besteht vor allem aus Gräsern und Gebüsch.

## Systematik

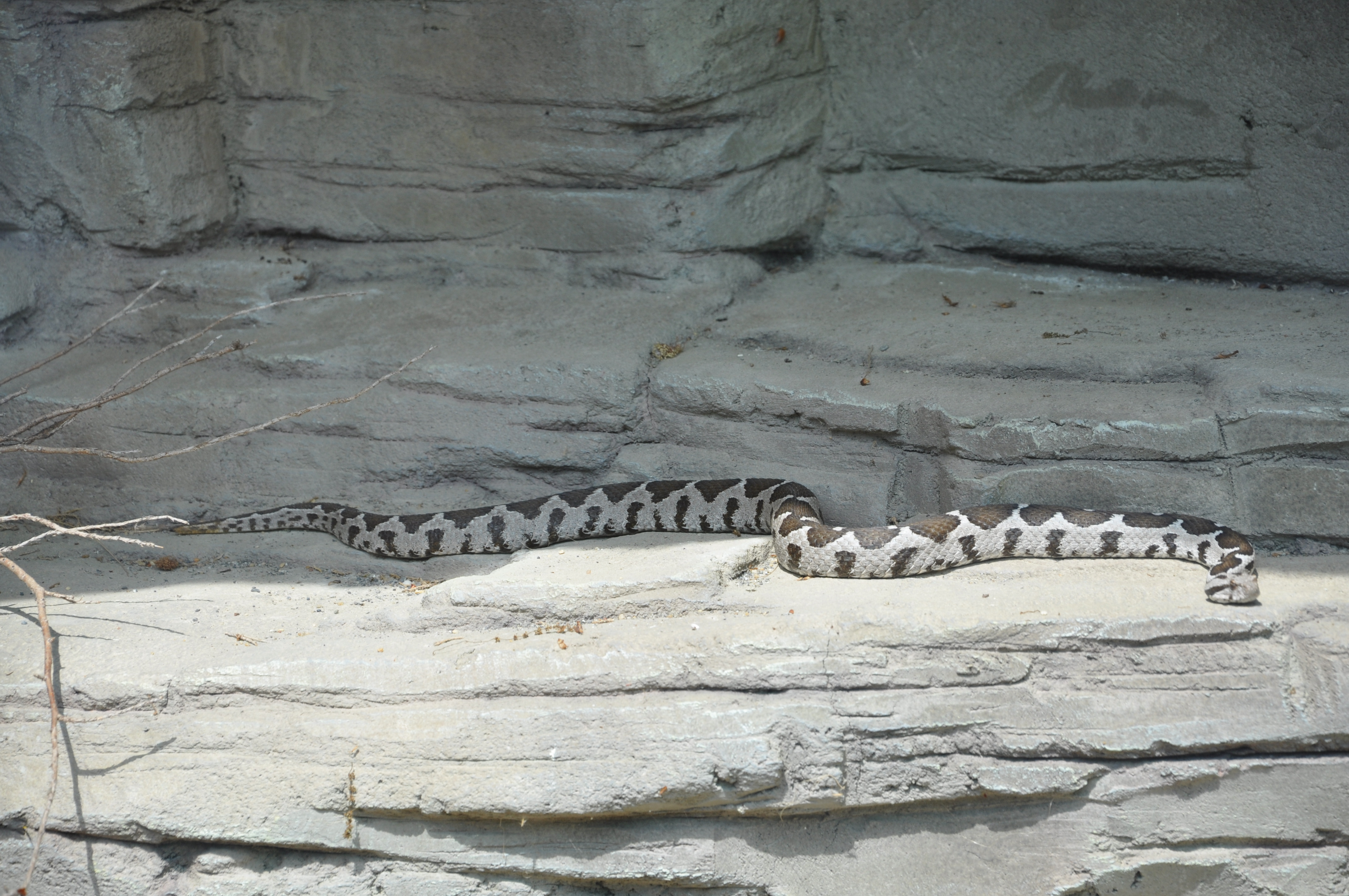
Kleinasiatische Bergotter (M. xanthina)

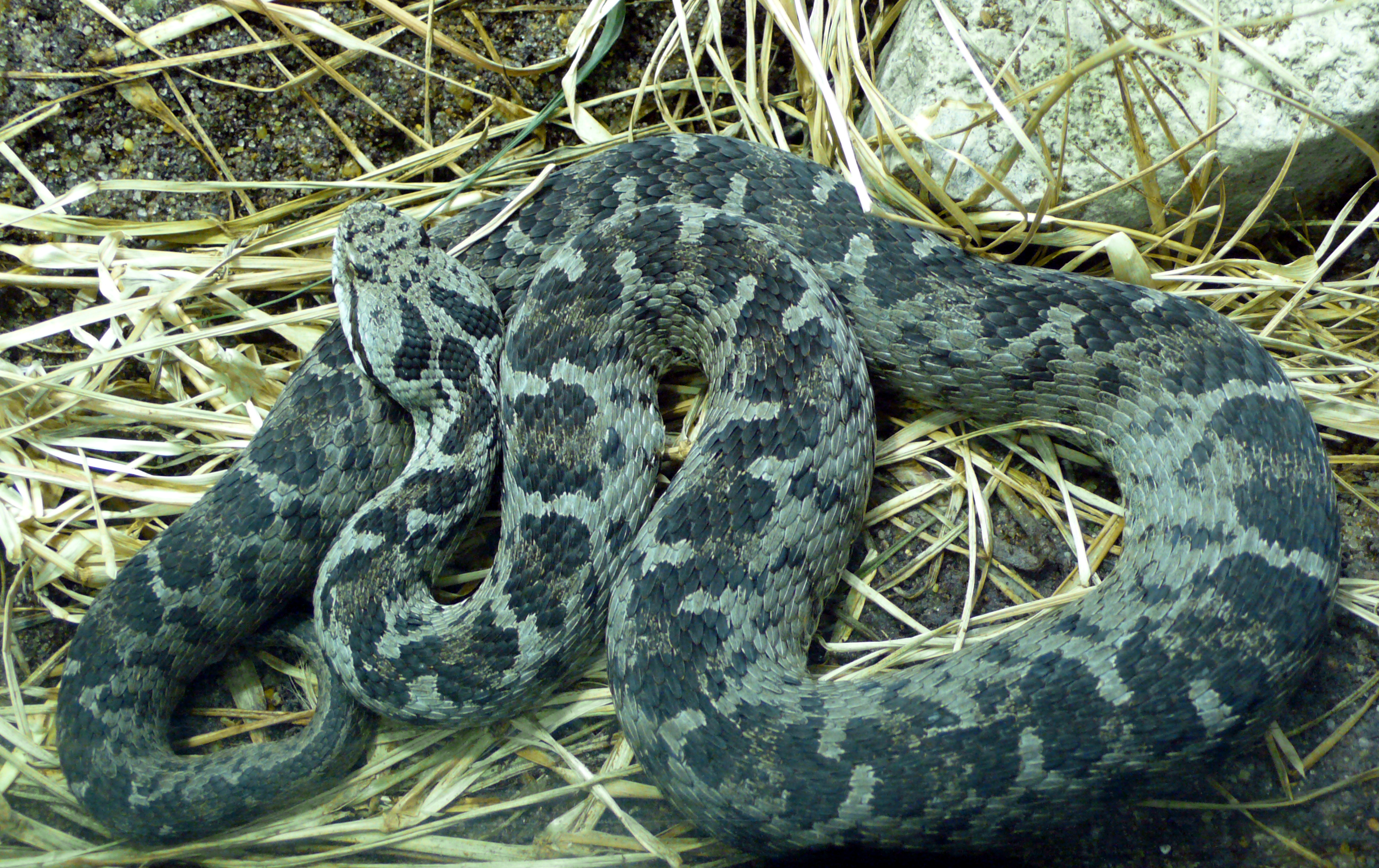
Taurische Bergotter (M. taurica)

Die taxonomische Einordnung der Bergotter befindet sich aktuell in der Diskussion, daher finden sich in der Literatur zwei alternative Gattungsbezeichnungen. Traditionell wurde die Bergotter der Gattung Vipera zugeordnet und bildete innerhalb dieser einen Artkomplex mit einer Reihe weiterer Arten, der als Vipera xanthina-Komplex bezeichnet wird. Alle Arten innerhalb dieses Komplexes teilen anatomische Merkmale mit der Bergotter und leben über den kleinasiatischen Raum verstreut in größeren Höhen relativ isolierter Berglandschaften.
Einschließlich der Bergotter gehören der Gattung Montivipera heute folgende 8 Arten an:
- Montivipera  albizona (Nilson, Andren & Flärdh, 1990)
- Libanesische Bergotter (Montivipera  bornmuelleri (Werner, 1898))
- Taurische Bergotter (Montivipera  bulgardaghica (Nilson & Andren, 1985))
- Montivipera kuhrangica Rajabizadeh, Nilson & Kami, 2011
- Elburs-Bergotter (Montivipera  latifii (Mertens, Darevsky & Klemmer, 1967))
- Armenische Bergotter (Montivipera  raddei (Boettger, 1890))
- Wagners Bergotter (Montivipera  wagneri (Nilson & Andrén, 1984))
- Kleinasiatische Bergotter (Montivipera  xanthina (Gray, 1849))

Einige dieser Arten galten bis vor wenigen Jahren als Unterarten der Kleinasiatischen Bergotter, dabei ist der Artstatus beispielsweise von V. bulgardaghica bis heute umstritten.
1999 wurde für diesen Komplex eine Auslagerung aus der Gattung Vipera unter dem neuen Gattungsnamen Montivipera vorgeschlagen, der sich in der Literatur allerdings nur bedingt durchsetzen konnte. So führen Joger und Nilson 2005 die Bergotter unter dem Artnamen Montivipera xanthina und die Datenbank The Reptile Database hat die Gattung Montivipera als eigene Gattung aufgestellt und von Vipera getrennt. Mallow et al. 2003 führt diese und die anderen Arten jedoch weiterhin unter den etablierten Namen innerhalb der Gattung Vipera und ordnen sie der Untergattung Montivipera zu.
Durch Lenk et al. 2001 wurde die Monophylie der Montivipera-Arten als eigenes Taxon über immunologische Untersuchungen bestätigt. Diese stellen entsprechend den Ergebnissen allerdings die Schwestergruppe zweier Großvipern-Arten (Macrovipera) innerhalb eines Komplexes aus Daboia, Macrovipera und den Montivipera-Arten dar, wodurch die Gattung Vipera mit Einbeziehung der Untergattung Montivipera nicht mehr als natürliche Verwandtschaftsgruppe mit allen Abkömmlingen einer Stammart (monophyletische Gruppe) haltbar und als paraphyletisch zu betrachten ist.
| N.N. | \| \| Montivipera \| \| \| \| \| \| Macrovipera \| \| \| \| |
|      | \| \| Montivipera \| \| \| \| \| \| Macrovipera \| \| \| \| |
|      | Daboia                                                      |
|      |                                                             |
|      | Montivipera                                                 |
|      |                                                             |
|      | Macrovipera                                                 |
|      |                                                             |

|  | Montivipera |
|  |             |
|  | Macrovipera |
|  |             |

| N.N. | \| \| Montivipera \| \| \| \| \| \| Macrovipera \| \| \| \| |
|      | \| \| Montivipera \| \| \| \| \| \| Macrovipera \| \| \| \| |
|      | Daboia                                                      |
|      |                                                             |
|      | Montivipera                                                 |
|      |                                                             |
|      | Macrovipera                                                 |
|      |                                                             |

|  | Montivipera |
|  |             |
|  | Macrovipera |
|  |             |

| N.N. | \| \| Montivipera \| \| \| \| \| \| Macrovipera \| \| \| \| |
|      | \| \| Montivipera \| \| \| \| \| \| Macrovipera \| \| \| \| |
|      | Daboia                                                      |
|      |                                                             |
|      | Montivipera                                                 |
|      |                                                             |
|      | Macrovipera                                                 |
|      |                                                             |

|  | Montivipera |
|  |             |
|  | Macrovipera |
|  |             |

| N.N. | \| \| Montivipera \| \| \| \| \| \| Macrovipera \| \| \| \| |
|      | \| \| Montivipera \| \| \| \| \| \| Macrovipera \| \| \| \| |
|      | Daboia                                                      |
|      |                                                             |
|      | Montivipera                                                 |
|      |                                                             |
|      | Macrovipera                                                 |
|      |                                                             |

|  | Montivipera |
|  |             |
|  | Macrovipera |
|  |             |

Diese Ansicht wird bestätigt durch Garrigues et al. 2004, in dem die Vipern eine europäische Sektion aus verschiedenen Vipera-Arten sowie eine orientalische Sektion aus den benannten Gattungen Daboia und Macrovipera sowie den Montivipera-Arten bilden. Heute werden entsprechend alle Arten des Xanthina-Komplexes der Gattung Montivipera zugeschlagen.

### Zitierte Quellen
Die Informationen dieses Artikels entstammen zum größten Teil den unter Literatur angegebenen Quellen, darüber hinaus werden folgende Quellen zitiert:
1. ↑  G. Nilson, C. Andrés: The mountain vipers of the middle east – The Vipera xanthina complex (Reptilia, Viperidae). Bonner zoologische Monographien Nr. 20, Bonn 1986; ISBN 3-925382-20-8
2. ↑  Alle Angaben nach Mallows et al. 2003
3. ↑  Montivipera In: The Reptile Database
4. ↑  Montivipera In: The Reptile Database; abgerufen am 6. Januar 2011.
5. ↑  Lenk, P., S. Kalayabina, M. Wink & U. Joger: Evolutionary relationships among the true vipers (Reptilia: Viperidae) inferred from mitochondrial DNA sequences. Molecular Phylogenetics and Evolution 19; 2001: 94–104. (Volltext-PDF)
6. ↑  Thomas Garrigues,  Catherine Dauga, Elisabeth Ferquel, Valérie Choumet and Anna-Bella Failloux: Molecular phylogeny of Vipera Laurenti, 1768 and the related genera Macrovipera (Reuss, 1927) and Daboia (Gray, 1842), with comments about neurotoxic Vipera aspis aspis populations. Molecular Phylogenetics and Evolution 35 (1), 2005; S. 35–47.
7. ↑  Nikolaus Stümpel, Ulrich Joger: Recent advances in phylogeny and taxonomy of Near and Middle Eastern Vipers – an update.  ZooKeys 31 (2009), Special Issue. (doi:10.3897/zookeys.31.261).